# 刘庆有
刘庆有（1929年11月—），山东邹县人，中华人民共和国政治人物、外交官。
1985年，接替何功楷，担任中华人民共和国驻坦桑尼亚大使。1990年，由孙国桐接任。